# نعناع رخو الأزهار
نعناع رخو الأزهار (الاسم العلمي:Mentha laxiflora) (بالإنجليزية: forest mint)‏ هو نوع من النباتات يتبع جنس النعناع من الفصيلة الشفوية.